# Petroica terrestre menuda
La petroica terrestre menuda (Amalocichla incerta) és una espècie d'ocell de la família dels petròicids (Petroicidae) que habita el terra dels boscos de les muntanyes de Nova Guinea. No està en perill.